# Béthonvilliers
Béthonvilliers ist eine französische Gemeinde mit 132 Einwohnern (Stand: 1. Januar 2022) im Département Eure-et-Loir in der Region Centre-Val de Loire; sie gehört zum Arrondissement Nogent-le-Rotrou und zum Kanton Brou. 

## Geographie
Béthonvilliers liegt etwa 55 Kilometer südwestlich von Chartres in der Landschaft Perche. Umgeben wird Béthonvilliers von den Nachbargemeinden Vichères im Norden, Beaumont-les-Autels im Nordosten und Osten, Authon-du-Perche im Süden sowie Coudray-au-Perche im Westen.

## Bevölkerungsentwicklung
| Jahr                       | 1962 | 1968 | 1975 | 1982 | 1990 | 1999 | 2006 | 2013 | 2020 |
| Einwohner                  | 229  | 180  | 163  | 147  | 145  | 133  | 135  | 145  | 118  |
| Quellen: Cassini und INSEE |      |      |      |      |      |      |      |      |      |

## Sehenswürdigkeiten

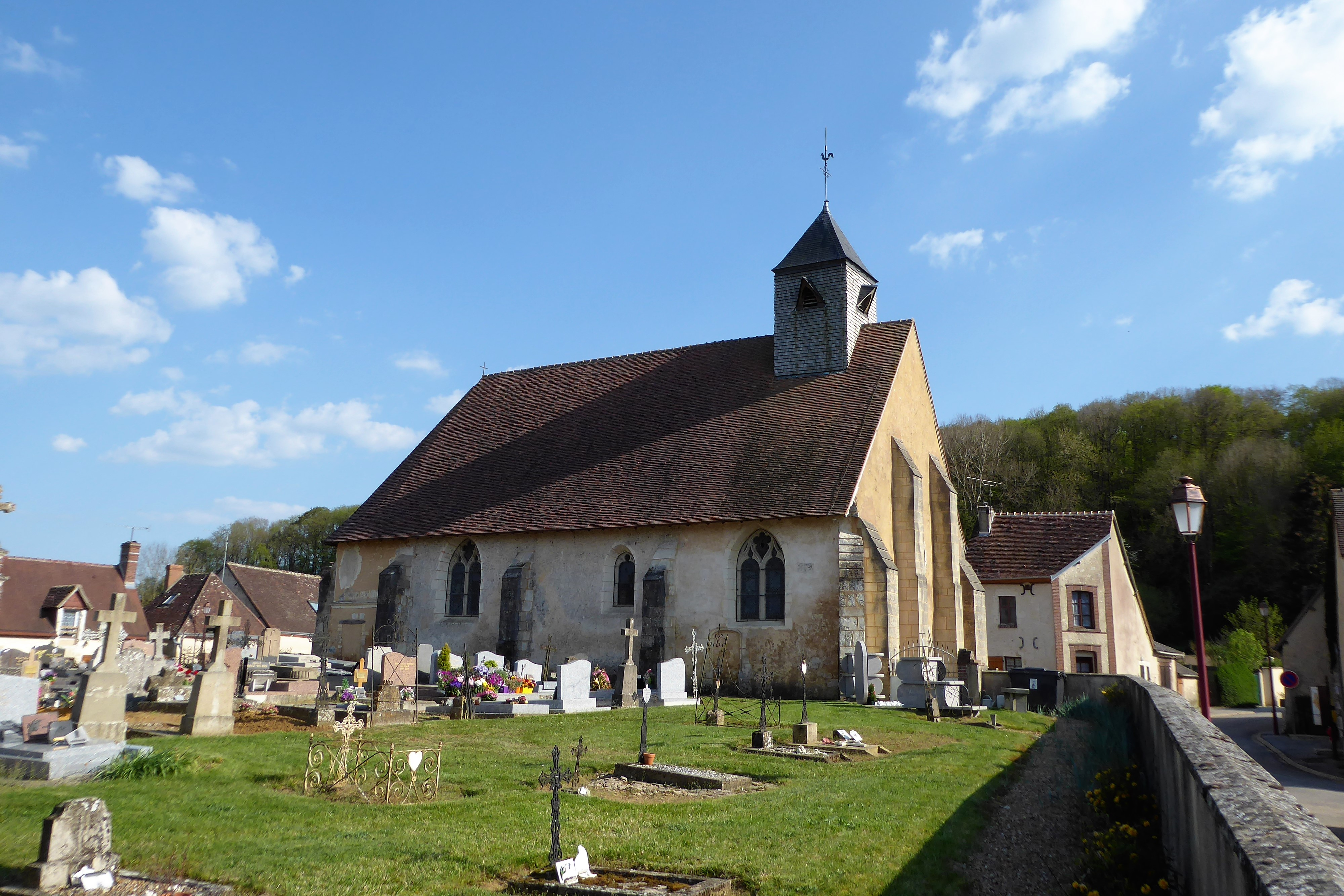
Kirche Saint-Martin

- Kirche Saint-Martin